# Microregione di Bragantina
La Microregione Bragantina è una microregione dello Stato del Pará in Brasile, appartenente alla mesoregione di Nordeste Paraense.

## Comuni
Comprende 13 comuni:
- Augusto Corrêa
- Bonito
- Bragança
- Capanema
- Igarapé-Açu
- Nova Timboteua
- Peixe-Boi
- Primavera
- Quatipuru
- Santa Maria do Pará
- Santarém Novo
- São Francisco do Pará
- Tracuateua